# Lego City Undercover
Lego City Undercover (Eigenschreibweise: LEGO City Undercover) ist ein Open-World-Computerspiel des Action-Adventure-Genres. Es wurde von TT Fusion entwickelt und von Nintendo im März 2013 zunächst für die Wii U auf den Markt gebracht. Vier Jahre später erschien eine grafisch aufgehübschte Version des Spiels für PlayStation 4, Xbox One, Nintendo Switch und die PC-Spieleplattform Steam auf Windows. Im April 2013 erschien für den Nintendo 3DS ein Prequel namens Lego City Undercover: The Chase Begins.
Die Handlung von Undercover findet zwei Jahre nach den Geschehnissen aus The Chase Begins statt. Der Spieler übernimmt die Rolle des Polizisten Chase McCain, der in Lego City den Verbrecher Rex Fury schnappen soll. Das Spielprinzip orientiert sich stark an anderen Open-World-Spielen wie den Spielen der Grand-Theft-Auto-Reihe. Es basiert auf dem Lego-Franchise; die meisten Objekte im Spiel bestehen aus Lego-Steinen.

## Handlung
Das Spiel erzählt vom Polizisten Chase McCain, der nach Lego City kommt, um den Bösewicht Rex Fury unter Arrest zu stellen. Bereits in der Vergangenheit ging McCain gegen Rex vor, doch von Bürgermeisterin Gleeson erfährt er, dass diesem der Ausbruch gelungen ist. Die Sanitäterin Natalia Kowalski hatte damals gegen Rex ausgesagt und befindet sich daher nun im Zeugenschutzprogramm. Chase wird von Ellie Phillips sowie Frank Honey bei seiner Mission unterstützt. Nachdem er verschiedenen, kleinen Verbrechen nachgeht, erhält er Hinweise, die ihn zur Bluebell-Mine führen. Nachdem er von Rex besiegt wird, will ihn sein Chef, Marion Dunby, aufgrund dessen Unfähigkeit vom Fall abziehen. Nachdem die Bürgermeisterin dies erfährt, muss Dunby ihn widerwillig weiter ermitteln lassen. Er kann das Vertrauen von verschiedenen Verbündeten von Rex gewinnen und stiehlt Fahrzeuge, Juwelen und kostbare Antiquitäten.
Natalias Vater, Professor Kowalski, wird von Rex entführt. Mit Natalia kann er sich wieder versöhnen und sie bei Ellie unterbringen, da sie vor der Klinik von Männern in Anzügen bedroht wurde. Als Chase dem italienischen Eisproduzenten Vinnie Pappalardo das Leben rettet und sich an einer Baustelle als Jimmy ausgibt, wird Natalia von Männern in Anzügen entführt. Es stellt sich heraus, dass der Milliardär Forrest Blackwell der Auftraggeber von Rex ist und ihn dazu bewegt hat, Professor Kowalski zu entführen, da er ihn für sein wichtigstes Projekt braucht: den Start des Blackwell-Turms. Er möchte mit seinem Turm, den er zu einer Rakete umfunktioniert hat, auf den Mond fliegen und dort eine Kolonie gründen. Dabei würde er Lego City vernichten. Er hat Natalia entführt, um sie als Druckmittel für ihren Vater zu verwenden. Chase und Professor Kowalski können die Zerstörung Lego Citys verhindern, jedoch nicht den Start der Blackwell-Rakete. Chase fliegt mit einer Rakete der Apolloinsel ins All und verfolgt Blackwell. Auf Blackwells Raumstation kommt es zum finalen Kampf zwischen Rex und Chase, den Chase gewinnen kann. Blackwell fliegt mit einer Weltraumkapsel ins All. Chase kann Natalia das Leben retten und er, Natalia und Rex landen unverletzt in Lego City. Rex wird daraufhin verhaftet und Chase als Held gefeiert. Am Ende kommen Chase und Natalia zusammen.

## Charaktere
- Chase McCain ist der Protagonist des Spiels. Er ist Polizist und hat den Schwerverbrecher Rex Fury hinter Gitter gebracht. Als dieser ausbricht, muss Chase erneut nach Lego City, aber nicht nur um Rex zu stoppen, sondern auch, um mit Natalia zusammenzukommen. Er muss sich so einiges gefallen lassen, um in dem Fall weiterzukommen und ihn auch zu lösen.
- Natalia Kowalski ist eine ehemalige Nachrichtensprecherin, welche durch die Aussage ihres benommenen Ex-Freundes Chase ins Zeugenschutzprogramm aufgenommen wurde (Ende von "The Chase Begins"). Seitdem versucht sie, sich von Chase fernzuhalten. Chase möchte sie nur beschützen und letzten Endes werden die zwei wieder ein Paar.
- Rex Fury ist der bösartigste und brutalste Verbrecher, den Lego City je hatte. Durch Chase kam er ins Gefängnis, entfloh aber wieder. Nach einem langen Kampf zwischen ihm und Chase wird er ins Weltall hinausgeschleudert und landet kopfüber in einer Toilette von Lego City. Kurz darauf wird er festgenommen.
- Frank Honey ist ein Freund von Chase und verehrt ihn quasi. Er hegt eine Liebe zu Videospielen. Er ist in Ellie verliebt.
- Chief Marion Dunby ist Chases' und Franks Chef und sehr streng. Er hasst Chase und würde alles tun, um ins Rampenlicht zu kommen. Deswegen zieht er Chase öfter von Fällen ab. Außerdem ist er süchtig nach Donuts und schläft während der Arbeit.
- Bürgermeisterin Gleeson war der ehemalige Chief der Lego City Polizei. Durch ihre Taten wurde sie aber zur neuen Bürgermeisterin von Lego City erklärt und gab ihr Amt an Chief Dunby weiter, den sie aber nicht besonders gut leiden kann.
- Ellie Phillips ist die attraktive und intelligente Sekretärin der LEGO City Polizei. Frank ist in sie verliebt, sie will ihn jedoch nur als guten Freund. Sie nimmt Natalia bei sich auf und ist gut mit Chase befreundet.
- Professor Henrik Kowalski ist der Vater von Natalia und wird im Laufe der Handlung von Rex entführt. Chase kann ihn aber retten. Er ist derjenige, der die Zerstörung Lego Citys verhindert hat.
- Vinnie Pappalardo ist ein Eiscrememagnat und Verhandlungspartner von Rex. Chase geht bei ihm Undercover und die beiden werden sowas wie Freunde. Nebenbei rettet er ihm das Leben. Er kommt aus Italien. Obwohl er ein berüchtigter Mafioso ist, ist er ziemlich angenehm und freundlich. Seine Familie scheint ihm sehr wichtig zu sein, da er bereit ist, für den Geburtstag seines Sohnes den Clown zu mimen und Chase, welchen er des Öfteren mit dem Spitznamen "Chasey" anspricht, für das Rausboxen seines Cousins Moe unendlich dankbar ist, auch ist er auf das spätere Verunstalten des Porträts seiner Mutter erzürnt.
- Chan Chuang ist ein Limousinenvermieter und ein Verbündeter von Rex. Er gilt als stressig, unhöflich und aggressiv. Er bezeichnet Chase immer als „Fahrer“. Man kann ihn nur mit seinem Häschen beruhigen. Er hat chinesische Wurzeln.
- Forrest Blackwell ist der Antagonist des Spiels, ein Milliardär und Auftraggeber von Rex. Sein Plan ist es Natalia als Druckmittel für Professor Kowalski einzusetzen, seinen Turm in eine Rakete umzubauen, auf dem Mond eine Kolonie zu gründen und dabei Lego City zu vernichten. Sein Plan wird aber von Chase durchkreuzt. Durch einen Zusammenstoß wird seine Weltraumkapsel in die unendlichen Weiten geschossen. Sein Schicksal ist ungewiss.
- Studski & Clutch sind Polizisten, die Chase im Spezialauftrag "Schrottplatz-Schrott" helfen. Die beiden sind dafür bekannt gerne hinter dem Rücken von Chief operieren. Sie gelten als unzertrennlich, sind immer gut gelaunt und des Weiteren auch mal albern.
- Clown-Räuber Lou, Max & Wes kommen im ersten Spezialauftrag vor. Nach einem Bankraub muss Chase alle drei verhaften.
- Moe De Luca ist Vinnie Pappalardos Cousin. Chase flieht mit ihm in einem Gefangenentransporter, um Vinnies Vertrauen zu ihm zu stärken. Er hat einen Bruder, welchen er nicht leiden kann, sowie einen Schwager, der am Flughafen arbeitet. Er ist außerdem sehr um das Wohlergehen seines jüngeren Cousins besorgt.
- Direktor Warden Stonewall ist der Direktor des Albatros-Gefängnisses. Er verhinderte das die Polizei sich in Rex Fury‘s Zelle umguckt und wusste wohl auch über einige Taten und Standpunkte Rex‘s Bescheid.
- Blue Whittaker hilft Chase dabei, in Rex Furys Zelle zu kommen. Er ist seit langer Zeit im Gefängnis, weil er eine große Menge Studs gestohlen hat.
- Clarence "Stinker" Fletcher wird von Chase in dem Spezialauftrag "Finstre Mienen in der Mine" in der Bluebell-Mine gesucht.
- Ramón López-Delgado bildet Chase zum Feuerwehrmann aus. Er hält sich zudem für einen guten Schauspieler und hat einen dramatischen Flair. Abgesehen davon ist er, anders als sein Boss, optimistisch und aufbauend. Er ist Latino.
- Cornelius Burns ist Leiter der LEGO City Feuerwehr. Er ist genauso mürrisch wie Dunby und liebt Schokokuchen.
- Albert Spindlerrouter ist Chef der Baustelle in Paradise Sands.
- Werner Spindlerrouter ist Alberts Zwillingsbruder.
- George Fartarbensonbury ist ein Geschäftsmann. Durch einen Dieb, der bei einer Polizeibefragung einen ausgedachten Namen als Boss der Bande sagte, wurde er berühmt.
- Barry Smith ist Leiter des Dojos und Klempner. Er bringt Chase bei, sich selbst zu verteidigen.
- Käpt'n Bluffbeard ist Kapitän des Containerschiffes, welches Chase wieder nach LEGO City bringt. Später wird er zum Kapitän der LEGO City Fährlinien.
- Duke Huckleberry ist der Onkel von Ellie Phillips und er übergibt Chase die Wurfhakenkanone. Chase wird für eine Zeit auch vom Chief abkommandiert, um für Huckleberry zu arbeiten. Er ist gutmütig und immer freundlich.

## Synchronisation
| Rolle                                           | Originalsprecher   | Deutsche Stimme   |
| ----------------------------------------------- | ------------------ | ----------------- |
| Chase McCain                                    | Joseph May         | Sven Gerhardt     |
| Frank Honey                                     | Trevor White       | Patrick Schröder  |
| Ellie Phillips                                  | Jaimi Barbakoff    | Giuliana Jakobeit |
| Rex Fury                                        | Tom Clarke Hill    | Tilo Schmitz      |
| Natalia Kowalski                                | Jules De Jongh     | Rubina Nath       |
| Jenny Rathbone / Gemma Jones                    |                    | Rubina Nath       |
| Chief Marion Dunby                              | Kerry Shale        |                   |
| Chan Chuang                                     | Kerry Shale        | Rainer Fritzsche  |
| Snakes Squealer                                 |                    | Rainer Fritzsche  |
| Weltraumwissenschaftler                         |                    | Rainer Fritzsche  |
| Carlo Jerome                                    |                    | Rainer Fritzsche  |
| Jimmy Grossman                                  |                    | Rainer Fritzsche  |
| Moe De Luca                                     |                    | Bodo Wolf         |
| Vorarbeiter                                     |                    | Bodo Wolf         |
| Vinnie Pappalardo                               | John Guerrasio     | Julius Jellinek   |
| Bürgermeisterin Gleeson (ehemals Chief Gleeson) | Larissa Murray     | Heike Schroetter  |
| Cornelius Burns                                 | Peter Serafinowicz |                   |
| Forrest Blackwell                               | Peter Serafinowicz | Romanus Fuhrmann  |
| Radiosprecher                                   |                    | Bernd Vollbrecht  |
| Pat Patterson                                   |                    | Bernd Vollbrecht  |
| Mikey Spoilers                                  |                    | Bernd Vollbrecht  |
| Ramon Lopez-Delgado                             |                    | Bernd Vollbrecht  |
| Eddie JoJo                                      |                    | Andi Krösing      |

## Entwicklung
TT Fusion hegte seit längerer Zeit den Wunsch, ein auf Lego City basierendes Videospiel zu entwickeln, hatte aber nie die Gelegenheit dazu und produzierte stattdessen Lego-Spiele mit einer Lizenz als Basis. 2010 begann das Studio, einen Prototyp eines Lego-City-Videospieles zu produzieren. 2011 besuchte Nintendo das Studio und führte die damals noch in der Entwicklung befindliche neue Konsole Wii U vor. Der japanische Konzern überzeugte das Studio, den Prototyp auf der Wii U weiterzuentwickeln. Den Entwicklern zufolge dauerte es nicht lang, bis das Spiel auf die Wii U umentwickelt wurde. Die Handlung des Spiels stand in groben Zügen bereits fest, bevor der Skriptautor Graham Goring zum Team hinzustieß.
Lego City Undercover wurde von TT Fusion unter Aufsicht Nintendos entwickelt. Der Konzern stand mit den Entwicklern in Kontakt und sandte regelmäßig Rückmeldungen, griff aber nicht direkt in die Entwicklung ein. Konkret waren Produzenten und Mitarbeiter der Abteilung Nintendo Software Planning & Development (SPD) beteiligt. Außerdem lokalisierte Nintendo das Spiel und brachte es heraus. Damit handelt es sich um ein First-Party-Spiel Nintendos.
Im Spiel kommt der Tablet-artige Controller der Wii U stark zum Einsatz. Die Entwickler sagten aus, viele Ideen für das Wii-U-GamePad gehabt zu haben, weshalb das Spiel in seiner finalen Form ohne diesen Controller nicht umsetzbar gewesen wäre. Lange Zeit hatte das Team auch einen Zweispielermodus geplant, da das Spielkonzept aber darauf hätte angepasst werden müssen, wurde er verworfen.
Als eines der ersten Wii-U-Spiele wurde das Spiel noch unter dem Titel Lego City Stories während der Nintendo-E3-Pressekonferenz im Juni 2011 angekündigt. Auf der E3 im Juni 2012 wurde das Spiel als Lego City Undercover wiederenthüllt und zugleich das 3DS-Prequel angekündigt.
Am 6. April 2017 erschien eine Umsetzung für Nintendos neue Konsole Nintendo Switch sowie für die PlayStation 4, Xbox One und für Windows.

## Anspielungen auf Realität und Popkultur
Im Laufe des Spiels finden sich unzählige Anspielungen auf Filme und andere Videospiele, wie auch auf reale Orte. So ist Lego City entsprechend dem Vorbild der Städte innerhalb der Grand Theft Auto-Spielereihe eine Kopie realer Städte. Aufgegiffen werden Elemente aus San Francisco (etwa die kurvige Lombard Street, die San Francisco Cable Cars, die Golden Gate Bridge, die Albatross Insel entspricht Alcatraz), aus New York City (Bright Lights Plaza ist eine Kopie des Times Square, die Brooklyn Bridge und unverkennbar Liberty Island mit der Freiheitsstatue), Kings Court mit den charakteristischen roten Telefonzellen erinnert an London, der Ocean Drive in Miami wird durch den Stadtteil Paradise Sands dargestellt und das Kennedy Space Center findet sich als Apollo Insel wieder.
Die Mission Scherereien in Sicht im Albatross Gefängnis kopiert ganze Szenen aus dem Film Die Verurteilten, einschließlich dem Abspielen der Oper Le nozze di Figaro. Die Mission Kung-Fuchtelei greift dagegen diverse Einstellungen und Passagen aus Matrix auf. In den Reihen der Polizisten des LCPD finden sich neben Studski & Clutch (Anspielung auf Starsky & Hutch) u. a. auch Kopien von Sherlock Holmes, Dr. Watson und Harry Calahan.

## Rezeption
Lego City Undercover erhielt größtenteils positive Bewertungen. Die Rezensionsdatenbank Metacritic aggregiert insgesamt 130 Rezensionen zu Mittelwerten von 80 (Windows-Fassung), 80 (Wii-U-Fassung), 77 (PlayStation-4-Fassung), 77 (Xbox-One-Fassung) bzw. 78 (Switch-Fassung).
Das deutschsprachige Printmagazin GamePro brachte insgesamt drei Tests, einen für die originäre Wii-U-Fassung, einen für die PlayStation-4- und die Xbox-One-Fassung sowie einen für die Nintendo-Switch-Fassung. Das Magazin betonte die große inhaltliche Nähe zur GTA-Spielereihe und wertete, Lego City Undercover sei sympathisch und voller Charme und skurriler Charaktere und liefere durch den geschickten Einsatz der erspielbaren Verkleidungen eine dauerhafte Motivation, die Spielwelt zu durchstreifen. Kritisiert wurden der geringe Schwierigkeitsgrad des Spiels sowie die langsame Geschwindigkeit sämtlicher Fahrzeuge im Spiel, bei der Wii-U- und der Nintendo-Switch-Fassung wurden zusätzlich kleinere technische Unzulänglichkeiten moniert.